# Зюдгайде
Зюдгайде (нім. Südheide) — сільська громада в Німеччині, розташована в землі Нижня Саксонія. Входить до складу району Целле. Створена 1 січня 2015 року злиттям колишніх громад Германнсбург та Унтерлюс.
Площа — 196,16 км2. Населення становить 11 486 ос. (станом на 31 грудня 2021).